# Samuszyn (Ukraina)
Samuszyn (ukr. Самушин) – wieś na Ukrainie, w obwodzie czerniowieckim, w rejonie czerniowieckim, w hromadzie Wikno. W 2001 liczyła 382 mieszkańców, spośród których 376 wskazało jako ojczysty język ukraiński, 4 rosyjski, 1 rumuński, a 1 bułgarski.